# Claudio Sepúlveda
Claudio Sepúlveda Castro (n. el 19 de junio de 1992 en Rancagua, Chile) es un futbolista chileno juega de volante de contención en Huachipato de la Primera División de Chile.

## Inicios
Nació en la ciudad de Rancagua y de chico siempre quiso jugar por la Universidad Católica. Se formó en las inferiores de la Universidad Católica. Destacando siempre en las inferiores, cuando llega a la sub-17 la UC lo incorpora al primer equipo y mandándolo de préstamo a Rangers en la Primera B.

## Trayectoria

### Rangers
Juega muchos partidos actuando de buena manera, haciendo que poco a poco se vaya ganando la titularidad del equipo, siendo el motor del equipo rojinegro. En el torneo de la Primera B del 2011 logra el ascenso a Primera División, triunfando frente a Everton de Viña del Mar, aun así ya se le había acabado el tiempo de préstamo en Rangers por lo tanto vuelve a la Universidad Católica.

### Universidad Católica
Vuelve a la UC el 2012, no tiene muchas opciones con Mario Lepe, pero con la llegada de Martín Lasarte empieza a tener más rodaje, como lateral derecho. Siendo muy importante en la campaña desempeñada en la Copa Sudamericana.
Con el comienzo del 2013 vuelve a la banca los primeros partidos, porqué el esquema del equipo cambio de un 4 - 4 - 2 a un 3 - 5 - 2, pero con el paso de las fechas Lasarte se da cuenta de que necesita a alguien más en el mediocampo para poner orden, es ahí cuando Claudio retoma su titularidad, esta vez como volante central. Por la sexta fecha del Campeonato Nacional 2013 "Sepu" recibe una fuerte falta de Cristián Suárez donde se le cortan los ligamentos cruzados quedando de baja por 6 meses.

### Huachipato
Sin obtener regularidad en la UC, en junio de 2015 es anunciada su cesión a Huachipato, como parte de la transferencia de Juan Carlos Espinoza al conjunto cruzado.Luego, fue renovada su cesión en julio de 2017.

## Estadísticas
Actualizado al último partido disputado el 17 de agosto de 2025.
| Club                         | Div.          | Temporada     | Liga  | Liga  | Liga   | Copas nacionales | Copas nacionales | Copas nacionales | Torneos internacionales | Torneos internacionales | Torneos internacionales | Total | Total | Total  |
| Club                         | Div.          | Temporada     | Part. | Goles | Asist. | Part.            | Goles            | Asist.           | Part.                   | Goles                   | Asist.                  | Part. | Goles | Asist. |
| ---------------------------- | ------------- | ------------- | ----- | ----- | ------ | ---------------- | ---------------- | ---------------- | ----------------------- | ----------------------- | ----------------------- | ----- | ----- | ------ |
| Rangers · Chile              | 2ª            | 2011          | 33    | 0     | 0      | 2                | 0                | 0                | —                       | —                       | —                       | 35    | 0     | 0      |
| Rangers · Chile              | Total club    | Total club    | 33    | 0     | 0      | 2                | 0                | 0                | 0                       | 0                       | 0                       | 35    | 0     | 0      |
| Universidad Católica · Chile | 1ª            | 2012          | 13    | 0     | 1      | 7                | 0                | 0                | 7                       | 0                       | 0                       | 27    | 0     | 1      |
| Universidad Católica · Chile | 1ª            | 2013          | 5     | 0     | 0      | —                | —                | —                | —                       | —                       | —                       | 5     | 0     | 0      |
| Universidad Católica · Chile | 1ª            | 2013-14       | 15    | 0     | 0      | 1                | 0                | 0                | —                       | —                       | —                       | 16    | 0     | 0      |
| Universidad Católica · Chile | 1ª            | 2014-15       | 24    | 0     | 1      | —                | —                | —                | 2                       | 0                       | 0                       | 26    | 0     | 1      |
| Universidad Católica · Chile | Total club    | Total club    | 57    | 0     | 2      | 8                | 0                | 0                | 9                       | 0                       | 0                       | 74    | 0     | 2      |
| Huachipato · Chile           | 1ª            | 2015-16       | 24    | 1     | 1      | 7                | 0                | 1                | 1                       | 0                       | 0                       | 32    | 1     | 2      |
| Huachipato · Chile           | 1ª            | 2016-17       | 24    | 5     | 1      | 4                | 2                | 0                | —                       | —                       | —                       | 28    | 7     | 1      |
| Huachipato · Chile           | 1ª            | 2017          | 14    | 0     | 0      | 7                | 0                | 1                | —                       | —                       | —                       | 21    | 0     | 1      |
| Huachipato · Chile           | 1ª            | 2018          | 27    | 1     | 2      | 6                | 1                | 1                | —                       | —                       | —                       | 33    | 2     | 3      |
| Huachipato · Chile           | 1ª            | 2019          | 18    | 3     | 3      | 2                | 1                | 0                | —                       | —                       | —                       | 20    | 4     | 3      |
| Huachipato · Chile           | 1ª            | 2020          | 32    | 3     | 1      | —                | —                | —                | 4                       | 1                       | 0                       | 36    | 4     | 1      |
| Huachipato · Chile           | 1ª            | 2021          | 31    | 2     | 0      | 2                | 0                | 0                | 8                       | 1                       | 0                       | 41    | 3     | 0      |
| Huachipato · Chile           | 1ª            | 2022          | 19    | 0     | 2      | 3                | 0                | 0                | —                       | —                       | —                       | 22    | 0     | 2      |
| Huachipato · Chile           | 1ª            | 2023          | 26    | 0     | 1      | —                | —                | —                | —                       | —                       | —                       | 26    | 0     | 1      |
| Huachipato · Chile           | 1ª            | 2024          | 20    | 1     | 1      | 1                | 0                | 0                | 6                       | 0                       | 0                       | 27    | 1     | 1      |
| Huachipato · Chile           | 1ª            | 2025          | 17    | 0     | 0      | 8                | 0                | 0                | —                       | —                       | —                       | 25    | 0     | 0      |
| Huachipato · Chile           | Total club    | Total club    | 252   | 16    | 12     | 40               | 4                | 3                | 19                      | 2                       | 0                       | 311   | 22    | 15     |
| Total carrera                | Total carrera | Total carrera | 342   | 16    | 14     | 50               | 4                | 3                | 28                      | 2                       | 0                       | 420   | 22    | 17     |
| 1. 2. 3.                     |               |               |       |       |        |                  |                  |                  |                         |                         |                         |       |       |        |

## Palmarés
| Título           | Club       | País  | Año  |
| ---------------- | ---------- | ----- | ---- |
| Primera División | Huachipato | Chile | 2023 |

| Predecesor: Omar Merlo | Capitán de Huachipato 2018-presente | Sucesor: |